# Dasyuromyia sternalis
Dasyuromyia sternalis är en tvåvingeart som beskrevs av Aldrich 1934. Dasyuromyia sternalis ingår i släktet Dasyuromyia och familjen parasitflugor. Inga underarter finns listade i Catalogue of Life.